# Flowerdale (Victoria)
Flowerdale is een plaats in de Australische deelstaat Victoria. In 2009 werd de streek geteisterd door grote bosbranden. Een groot aantal huizen werd verwoest, hoewel de school, het hotel en het gemeentehuis werden gespaard.

## Geboren in Flowerdale
- Bill Roycroft, ruiter (1915-2011)